# عاصم منصور
عاصم منصور، طبيب وكاتب أردني مختص بأمراض السرطان، يشغل منصب الرئيس التنفيذي ومدير عام مركز الحسين للسرطان منذ عام 2012.

## التعليم
حصل الدكتور منصور على شهادة الطب من معهد فيتبسك الطبي، والزمالة البريطانية من الكلية الملكية للأشعة في لندن "RCR-London". حصل على درجة الماجستير في الإدارة الطبية من جامعة كارنيغي ميلون في الولايات المتحدة الأمريكية. إضافة لذلك، يحمل الدكتور منصور شهادة الاختصاص في الأشعة التشخيصية، وزمالة الاختصاص الفرعي في تشخيص أمراض الجهاز العصبي (ESNR).

## العمل
بدأ عاصم منصور مسيرته المهنية طبيباً مقيماً في قسم الأشعة التشخيصية في المستشفى الإسلامي في عمان بين عامي 1993 و1998، كما عمل محاضراً في كلية العلوم الطبية في الجامعة الهاشمية من 2001 حتى 2003.
انضم الدكتور عاصم منصور إلى مركز الحسين للسرطان رئيساً لقسم الأشعة التشخيصية عام 1998، ثم تولى منصب نائب المدير العام للمركز عام 2006. عُيّن رئيساً لمجلس إدارة البرنامج الأردني لسرطان الثدي عام 2012.
اختير مفوضا في مجلة The Lancet للأورام. تولّى منصور الإشراف على برامج إدارة الجودة والاعتمادية وفق خطة المركز الاستراتيجية، فحصل المركز على شهادة الاعتماد التخصصية من مجلس الاعتماد الأمريكي Joint Commission، وشهادة التميّز في التمريض من مجلس اعتماد التمريض الأمريكي عام 2019.
عام 2018 حصل على زمالة السياسة الدولية من مركز العلوم والسياسة في جامعة كامبريدج، وأصبح عضواً في مجلس إدارة الاتحاد العالمي لمكافحة السرطان عام 2022. وأعيد انتخابه لدورة ثانية في عام 2024.
إضافة للعمل في البحث العلمي، ينشر الدكتور منصور مقالات أسبوعية في مجالات الصحة في الصحف اليومية في الأردن، منها صحيفة الغد اليومية أيضاً.
```
ونظراً لجهوده في مكافحة السرطان قامت منظمة الصحة العالمية في عام 2024 بمنحه جائزة دولة الكويت لمكافحة السرطان
[
9
]
```

## البحث العلمي
1. ↑  الجزيرة: كل شيء عن السرطان بسبعة فيديوهات. نُشر بتاريخ 26/4/2018 نسخة محفوظة 2023-07-14 على موقع واي باك مشين.
2. ↑  معهد قطر لبحوث الطب الحيوي ومركز الحسين للسرطان يطلقان مبادرة لأبحاث سرطان الثدي، نشر بتاريخ 5 يناير 2021 نسخة محفوظة 2021-01-17 على موقع واي باك مشين.
3. ↑  "Interview Dr. Asem Mansour" (بالإنجليزية الأمريكية). Archived from the original on 2021-09-25. Retrieved 2023-08-07.
4. ↑  Instituation for Advanced Study of the Americas نسخة محفوظة 2024-10-11 على موقع واي باك مشين.
5. ↑  مركز الحسين للسرطان نسخة محفوظة 2023-04-02 على موقع واي باك مشين.
6. ↑  الموقع الرسمي نسخة محفوظة 2023-07-12 على موقع واي باك مشين.
7. ↑  "الدكتور عاصم منصور / جائزة الحسين لأبحاث السرطان". مؤرشف من الأصل في 2021-04-19. اطلع عليه بتاريخ 2023-07-14.
8. ↑  صحيفة الغد: الدكتور عاصم منصور نسخة محفوظة 2023-07-23 على موقع واي باك مشين.
9. ↑  "مدير مركز الحسين يتسلم جائزة الكويت لمكافحة السرطان". الجزيرة نت. مؤرشف من الأصل في 2025-01-25. اطلع عليه بتاريخ 2024-11-17.

يعمل الدكتور منصور على المراجعة والتحكيم في عدد من المجلات العلمية، وله العديد من الأوراق العلمية في العديد من المجالات المحكمة، ويشارك في الفعاليات العالمية المتعلقة بأبحاث السرطان والصحة بشكلٍ عام.
كما يشرف على إدارة الأبحاث والدراسات العلمية المتعلقة بأمراض السرطان على وجه الخصوص، فنشرت كوادر المركز ما يزيد عن 100 ورقة علمية وبحث عليم وتوسعت الأبحاث السريرية بالشراكة مع مراكز أبحاث سرطان عالمية.
ساهم منصور في قيادة واستحداث برنامج ماجستير للرعاية المعلوماتية للسرطان بالتعاون مع جامعة بريستول في بريطانيا.
في 22 مارس 2023، ألقى الدكتور عاصم محاضرةً بعنوان "رعاية مرضى السرطان في البلدان محدودة الموارد: قصة مركز الحسين للسرطان"، وذلك في مركز ييل للسرطان ومستشفى سميلو للسرطان، كونيتيكت، الولايات المتحدة الأمريكية. كما ألقى محاضرة في جامعة كامبردج في بريطانيا بعنوان "البحث عن الصحة في الصراع في الشرق الأوسط وشمال أفريقيا"، ضمن فعاليات مؤتمر R4HC-MENA في الفترة من 21-22 مارس 2022.

## المؤلفات والأبحاث المنشورة
أصدر الدكتور عاصم كتباً منشورة، ونشر عشرات الأبحاث والأوراق العلمية والمقالات.
صدر للدكتور عاصم منصور كتاب: "السرطان من المسافة صفر: عندما تخون الخلايا"، الذي يستعرض تاريخ السرطان وتطور علاجاته، مع التركيز على التقدم التكنولوجي والجوانب الإنسانية. يجمع الكتاب بين التحليل العلمي والتجربة الشخصية، مقدمًا رؤية شاملة حول تأثير المرض وأساليب مواجهته. كما صدر له عام 2021 كتاب "عامان من العزلة مآلات الجائحة"، تناول فيه أهم القضايا المثيرة للجدل التي واجهها العالم خلال جائحة كوفيد-19، وأكد على أهمية الاعتماد على المصادر العلمية للحصول على المعلومات التي تساعد في مواجهة الأزمة الصحية العالمية الهائلة والأعباء النفسية الكبيرة التي تفرضها على الأفراد بطريقة فعالة وآمنة.
كما نشر في العام نفسه بحثاً بعنوان "Bioethics Amidst the COVID-19 Pandemic"

## التكريم والجوائز
ونظراً لجهوده في مكافحة السرطان، مُنح الدكتور منصور جائزة الكويت لمكافحة السرطان والأمراض القلبية الوعائية والسكري لإقليم شرق المتوسط، خلال انعقاد الدورة الـ71 للجنة الإقليمية لمنظمة الصحة العالمية في 14 نوفمبر/تشرين الثاني 2024، في العاصمة القطرية الدوحة.
كما حصل على جائزة المعهد الأمريكي لأبحاث السرطان  لإنجازاته في أبحاث السرطان ومكافحه.